# Tropidiinae
De Tropidiinae vormen de enige subtribus van de Tropidieae, een tribus van de orchideeënfamilie (Orchidaceae).
De naam is afgeleid van het geslacht Tropidia.

## Taxonomie
Dressler rekende de Tropidiinae nog bij de tribus Cranichideae. Op basis van recent DNA-onderzoek worden ze tegenwoordig ook als een aparte tribus Tropidieae beschouwd. Het is niet duidelijk of daarmee de subtribus nog een reden van bestaan heeft.
De subtribus omvat twee geslachten met een veertigtal soorten.
- Geslachten:
  - Corymborkis
  - Tropidia